# Where Have You Been
Singles de Rihanna
Birthday Cake
(2012) Cockiness (Love It)
(2012)
Pistes de Talk That Talk
You da One
(1) We Found Love
(3)
Where Have You Been est une chanson de la chanteuse Rihanna, extrait de son 6e album Talk That Talk (2011). Where Have You Been a globalement reçu des critiques positives, souvent comparé au tube We Found Love par le rythme dance. La chanson est écrite par Ester Dean, Lukasz Gottwald, Calvin Harris, Henry Walter, Geoff Mack et réalisée par Dr. Luke, Cirkut et Calvin Harris. Le titre contient un échantillonnage de la chanson I've Been Everywhere écrite par Geoff Mack.
Le single entre 47e en Irlande et 61e au Royaume-Uni et 8e dans le UK Dance Chart. Aux États-Unis, Where Have You Been est le 5e single extrait de l'album, pour les autres pays il s'agit du 3e single.

## Composition et analyse des paroles

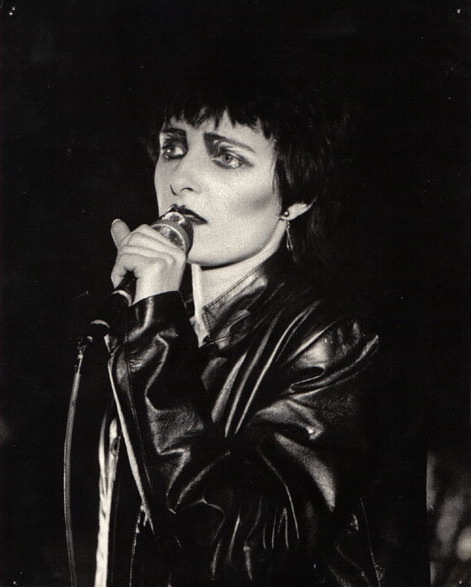
Jon Caramanica du New York Times, compare le chant de Rihanna à la chanteuse anglaise Siouxsie Sioux.

Where Have You Been est une chanson écrite par Ester Dean, Lukasz Gottwald, Calvin Harris, Henry Walter et Geoff Mack, et réalisée par Harris, Cirkut et Dr. Luke. La chanson contient un échantillonnage de la chanson de Mack I've Been Everywhere (1959),. La voie de Rihanna est enregistrée dans la chambre 654 du Grand Hotel à Oslo, en Norvège. Where Have You Been la deuxième chanson avec We Found Love, sur laquelle il apparait en artiste invité, est coécrite et coréalisé par Harris pour Talk That Talk. Where Have You Been est une chanson au style House, et dance-pop avec des influences RnB et Hip-hop, et une signature rythmique de 4/4. Where Have You Been contient un break inspiré du genre musical punk,. Jon Caramanica fait remarquer que Where Have You Been est une chanson house qui s'appuie sur de la pop, plus que sur We Found Love. Caramanica compare la tonalité dans laquelle Rihanna chante les paroles (« I been everywhere, man/looking for someone/someone who can please me/Are you hiding from me yeah/somewhere in the crowd? ») à la chanteuse anglaise Siouxsie Sioux. Comme le note Lindsay Zoladz du Pitchfork, la chanson suit le même rythme pour club que We Found Love, et contient des « paroles simples d'un désir romantique ».

## Accueil

### Accueil critique
La chanson est généralement bien accueillie par la critique musicale. Dans les critiques de l'album, Where Have You Been est souvent comparé au premier single We Found Love. Andy Kellman d'AllMusic explique que Where Have You Been avec We Found Love, sont les chansons les plus dance de Talk That Talk et note l'utilisation de I've Been Everywhere de Mack dans la composition, Kellman compare le refrain de Where Have You Been à Rolling in the Deep d'Adele. Greg Kot du Chicago Tribune surnomme la chanson de « rave-tastic », et commente que le morceau et We Found Love contiennent tous les deux des buzz, des éructations électroniques. Jon Caramanica de The New York Times explique qu'avec We Found Love, il s'agit des « meilleures » productions de Calvin Harris. Jonathan Hamard de Charts in France note que « l'interprétation saccadée sur les couplets laisse place sur les refrains à des sons électro up tempo à la manière de We Found Love » Jean-Eric Perrin de Music Story note la « patte européenne » de Calvin Harris.
Julianne Escobedo Shepherd de Spin note que Where Have You Been est « taillée pour les raves de Coachella »,. Mark Graham de VH1 compare la chanson à Don't Stop the Music (Good Girl Gone Bad, 2007), en écrivant que « [Where Have You Been] sera certainement le plus grand titre pour club de Rihanna depuis Don't Stop The Music »,. Jack Parker de Madmoizelle explique qu'il s'agit d'une « chanson ambiance Good Girl Gone Bad et qui part finalement en electro et qui évoque les dancefloors ». Matthew Cole de Slant Magazine est critique sur la chanson, comme pour le titre d'ouverture de l'album You Da One et We Found Love, écrivant : « Au minimum, vous vous attendez d'un album comme celui-ci, un début avec des singles potentiels, mais le trio d'ouverture se compose de deux productions de Dr. Luke, You Da One, qui rappel obligatoire l'héritage caribéen de Rihanna, et Where Have You Been, un dubstep ennuyeux normaliser pour un numéro de danse qui rappelle le groupe LMFAO, plus We Found Love. C'est à peu près autant intéressant que l'album. »,. Marie Montaron d'Allomusic reproche au morceau « des beats techno trop présents à la fin ».

### Performance dans les hits-parades et ventes
À la sortie de l'album Talk That Talk, Where Have You Been se classe 47e en Irlande le 27 novembre 2011. Le jour suivant, le single entre 8e et 61e respectivement dans les classements UK Dance Chart et UK Singles Chart,. Après la sortie du clip vidéo, Where Have You Been effectue une ré-entré à la 21e place du UK Singles Chart et 3e du UK Dance Chart,. La semaine d'après, le single progresse et se classement 8e dans le UK Singles Chart et numéro un dans le UK Dance Chart,. Premier single pour Rihanna qui se classe dans le top 10 au Royaume-Uni après le tube We Found Love.
Aux États-Unis, après la sortie de l'album Talk That Talk, la chanson entre à la 65e place dans le classement Billboard Hot 100 avec 39 000 exemplaires vendus. La semaine du 19 mai 2012, passe de la 78e à la 29e place, et entre également dans le classement Hot Digital Songs à la 26e place avec 59 000 exemplaires téléchargés. De même, Where Have You Been progresse dans le classement Radio Songs avec 31 millions diffusions. Le 16 juin, Where Have You Been devient le 22e top 10 de la chanteuse. À 24 ans, elle est la plus jeune chanteuse à avoir 22 top 10 dans le Hot 100 et bat le record tenu par Janet Jackson,.

## Clip vidéo

### Développement
Le clip vidéo de Where Have You Been a été filmé le 7 et 8 mars 2012 à Los Angeles, en Californie,. La vidéo a été réalisée par Dave Meyers. Le premier jour du tournage du clip, Rihanna tweete : « Where Have You Been All My Life? » avec une photo d'elle prise lors du tournage. Le clip vidéo a été dévoilé le 30 avril.

### Record
Le clip de la chanson remporte le record de vue en une journée pour un compte Vevo d'artiste. Le précédent record était détenu par Nicki Minaj avec Stupid Hoe en février 2012. Le clip est visionné près de 4,9 millions de fois. Le clip compte près de 10 millions de vue moins d'une semaine après sa mise en ligne. Ce record fut battu quelques jours plus tard par la chanson Boyfriend de Justin Bieber.

## Interprétations
Rihanna interprète Where Have You Been pour la première fois en direct lors d'une soirée de levée de fonds après les Grammy Awards 2012, elle présente également la chanson We Found Love, le 13 février 2012. Le 15 avril 2012 au Coachella Festival, Rihanna interprète la chanson accompagnée à nouveau We Found Love. Le 5 mai 2012, Rihanna interprète la chanson au Saturday Night Live aux États-Unis. La représentation contient des éléments esthétiques utilisés dans le clip vidéo. Le plateau du Saturday Night Live était décoré sur le thème des Mille et Une Nuits. Rihanna et ses danseurs effectuent une chorégraphie similaire à celle du clip vidéo et des tenues arabisantes. Lors de la soirée de charité Robin des Bois 2012 à New York, elle exécute une représentation de la chanson avec un style vestimentaire inspiré de Cléopâtre. Rihanna participe à la finale de l'émission de télévision américain American Idol le 23 mai 2012.

## Crédits et personnel
Enregistrement et sample
- Enregistrement à Eightysevenfourteen Studios, Los Angeles, Californie, et à Eyeknowasecret Studio, Brentwood, Californie.
- Contient des éléments de I've Been Everywhere, écrit par Geoff Mack sous Unichappel Music Inc (BMI).

Personnel
- Auteur-compositeur – Ester Dean, Lukasz Gottwald, Calvin Harris, Henry Walter, Geoff Mack
- Réalisateur, instruments, programming – Dr. Luke, Cirkut, Calvin Harris
- Ingénieur du son et enregistrement;– Kuk Harrell, Marcos Tovar
- Assistant vocal recording – Jennifer Rosales
- Ingénieur du son;– Aubry "Big Juice" Delaine, Clint Gibbs
- Mixage audio;– Serban Ghenea

Crédits extraits des lignes de notes de l'album Talk That Talk, Def Jam Recordings, SRP Records.

## Formats et liste des pistes
| - Téléchargement digital 1. Where Have You Been — 4:03 - Remixes EP aux États-Unis 1. Where Have You Been (Hardwell Club Mix) 2. Where Have You Been (Hardwell Instrumental) 3. Where Have You Been (Papercha$er Remix) 4. Where Have You Been (Papercha$er Instrumental) 5. Where Have You Been (Hector Fonseca Radio Edit) 6. Where Have You Been (Hector Fonseca Remix) 7. Where Have You Been (Hector Fonseca Dub) 8. Where Have You Been (Vice Club Mix) 9. Where Have You Been (Vice Instrumental) 10. Where Have You Been (Hamid Zahedi Remix) | - International Remixes EP 1. Where Have You Been (Hardwell Club Mix) 2. Where Have You Been (Papercha$er Remix) 3. Where Have You Been (Hector Fonseca Radio Edit) 4. Where Have You Been (Vice Edit) 5. Where Have You Been (Hamid Zahedi Remix) |

## Classements et certifications
| Classement (2011-2012)                                  | Meilleure position |
| ------------------------------------------------------- | ------------------ |
| Allemagne (Media Control AG)                            | 17                 |
| Australie (ARIA)                                        | 6                  |
| Australie Urban (ARIA)                                  | 4                  |
| Autriche (Ö3 Austria Top 40)                            | 20                 |
| Belgique (Flandre Ultratop 50 Singles)                  | 9                  |
| Belgique (Wallonie Ultratop 50 Singles)                 | 6                  |
| Brésil (Hot 100 Airplay)                                | 37                 |
| Brésil (Hot Pop)                                        | 8                  |
| Bulgarie (Bulgarian Association of the Music Producers) | 3                  |
| Canada (Canadian Hot 100)                               | 5                  |
| Danemark (Tracklisten)                                  | 4                  |
| États-Unis (Hot 100)                                    | 5                  |
| États-Unis (Pop Airplay)                                | 3                  |
| États-Unis (Dance Club Songs)                           | 1                  |
| États-Unis (R&B/Hip-hop songs)                          | 56                 |
| France (SNEP)                                           | 2                  |
| France (Club 40)                                        | 4                  |
| France (SNEP Airplay)                                   | 1                  |
| Honduras (Top 50)                                       | 4                  |
| Irlande (IRMA)                                          | 8                  |
| Japon (Hot 100)                                         | 83                 |
| Liban (Lebanese Top 20)                                 | 5                  |
| Mexique (Monitor latino)                                | 1                  |
| Nouvelle-Zélande (RMNZ)                                 | 4                  |
| Norvège (VG-lista)                                      | 8                  |
| Pays-Bas (Single Top 100)                               | 15                 |
| Corée du Sud (Gaon International Chart)                 | 24                 |
| Espagne (PROMUSICAE)                                    | 16                 |
| Tchéquie (IFPI Rádio)                                   | 5                  |
| Slovaquie (IFPI Rádio)                                  | 16                 |
| Suède (Sverigetopplistan)                               | 27                 |
| Suisse (Schweizer Hitparade)                            | 15                 |
| Royaume-Uni (UK Singles Chart)                          | 6                  |
| Royaume-Uni (UK Dance Chart)                            | 1                  |

| Pays                     | Certifications |
| ------------------------ | -------------- |
| Australie (ARIA)         | 2x Platine     |
| Belgique (BEA)           | Or             |
| Danemark (IFPI)          | Platine        |
| États-Unis (RIAA)        | Platine        |
| Italie (FIMI)            | Or             |
| Mexique (Amprofon)       | Platine        |
| Nouvelle-Zélande (RIANZ) | Platine        |
| Royaume-Uni (BPI)        | Or             |

## Historique de sortie
| Pays        | Date         | Format    | Label              |
| ----------- | ------------ | --------- | ------------------ |
| France      | 26 mars 2012 | CD single | Def Jam Recordings |
| États-Unis  | 8 mai 2012   | Airplay   | Def Jam Recordings |
| Allemagne   | 25 mai 2012  | CD single | Universal Records  |
| Royaume-Uni | 28 mai 2012  |           | Mercury Records    |